# Reinhardsachsen
Reinhardsachsen ist ein Stadtteil von Walldürn im Neckar-Odenwald-Kreis im Norden Baden-Württembergs.

## Geografische Lage
Reinhardsachsen liegt etwa sieben Kilometer nördlich der Kernstadt als Streusiedlung im Tal des Kaltenbachs, unmittelbar südlich der Grenze zu Bayern und dem Landkreis Miltenberg. Der Ort liegt in einem Teil der Gegend, die – ohne feste geografische Zuordnung – auch als Madonnenländchen bezeichnet wird.  Der Naturpark Neckartal-Odenwald beinhaltet Teile der Gemarkung.

## Geschichte

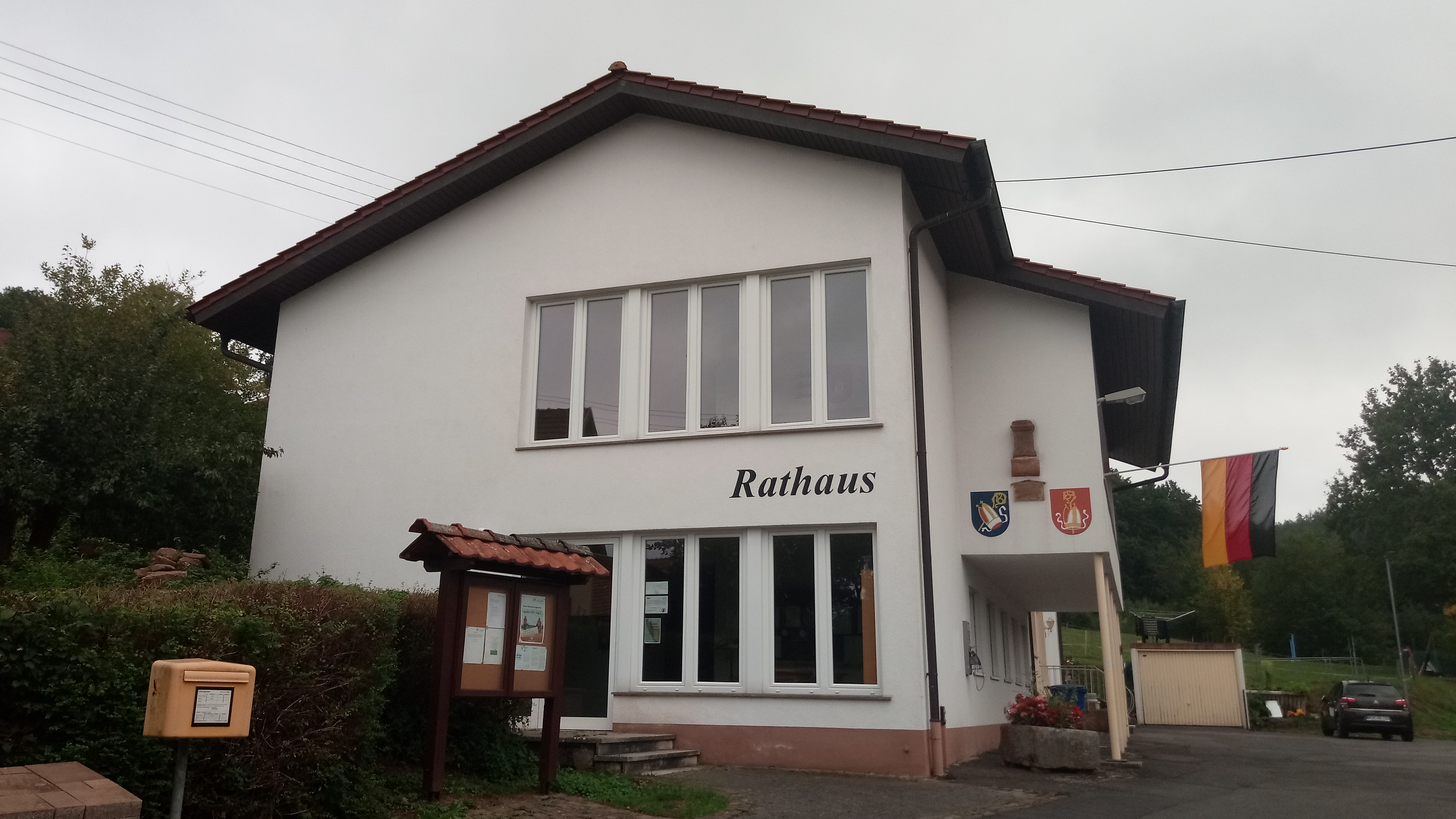
Ehemaliges Rathaus

Von der Anwesenheit der Römer zeugt der Obergermanisch-Raetische Limes, der etwa 1 km südwestlich vom heutigen Ort in fast schnurgerader Linie von Nordwesten nach Südosten verläuft. Reste des Kleinkastells Haselburg, zwischen Reinhardsachsen und Gerolzahn, und ehemaliger römischer Wachposten sind im Boden verborgen.

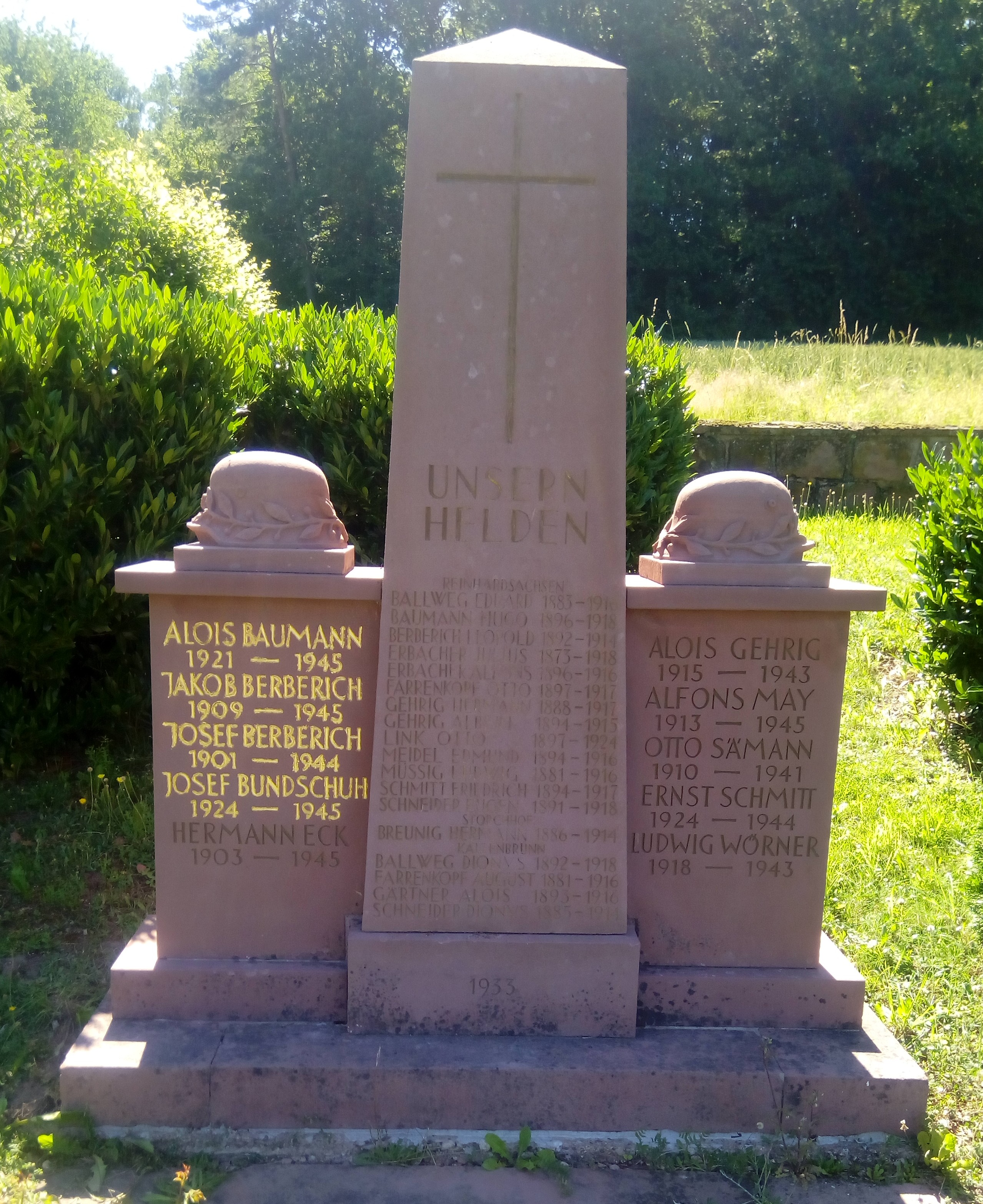
Kriegerdenkmal auf dem Friedhof

Die hochmittelalterliche Rodungssiedlung wurde erstmals 1294 als „Reinhartisahen“ erwähnt, als Ruprecht von Dürn die Zent an den Mainzer Erzbischof verkaufte. Der Ort gehörte zur Vogtei des Klosters Amorbach und gelangte 1803 im Rahmen der Säkularisation an das Fürstentum zum Fürstentum Leiningen, danach 1806 zum Großherzogtum Baden.
Von 1935 bis 1945 gehörte Reinhardsachsen zur Gemeinde Glashofen. Am 1. Juli 1971 erfolgte die Eingemeindung nach Walldürn. Es besteht eine Ortsgemeinschaft mit Kaltenbrunn.

## Ehemaliges Wappen
1909 nahm die Gemeinde auf Vorschlag des Generallandesarchivs folgendes Wappen an:
„In Rot eine gold-(gelbe)-bordierte silberne (weiße) Mitra, durch diese pfahlweise gesteckt ein goldener (gelber) Krummstab.“
Das Wappen erlosch mit der Eingemeindung nach Walldürn.

## Wirtschaft und Infrastruktur

### Wirtschaft
Reinhardsachsen war in der Vergangenheit an Land- und Forstwirtschaft orientiert, die aber heute nur noch im Nebenerwerb ausgeübt werden. Die Milchproduktion ist völlig eingestellt.

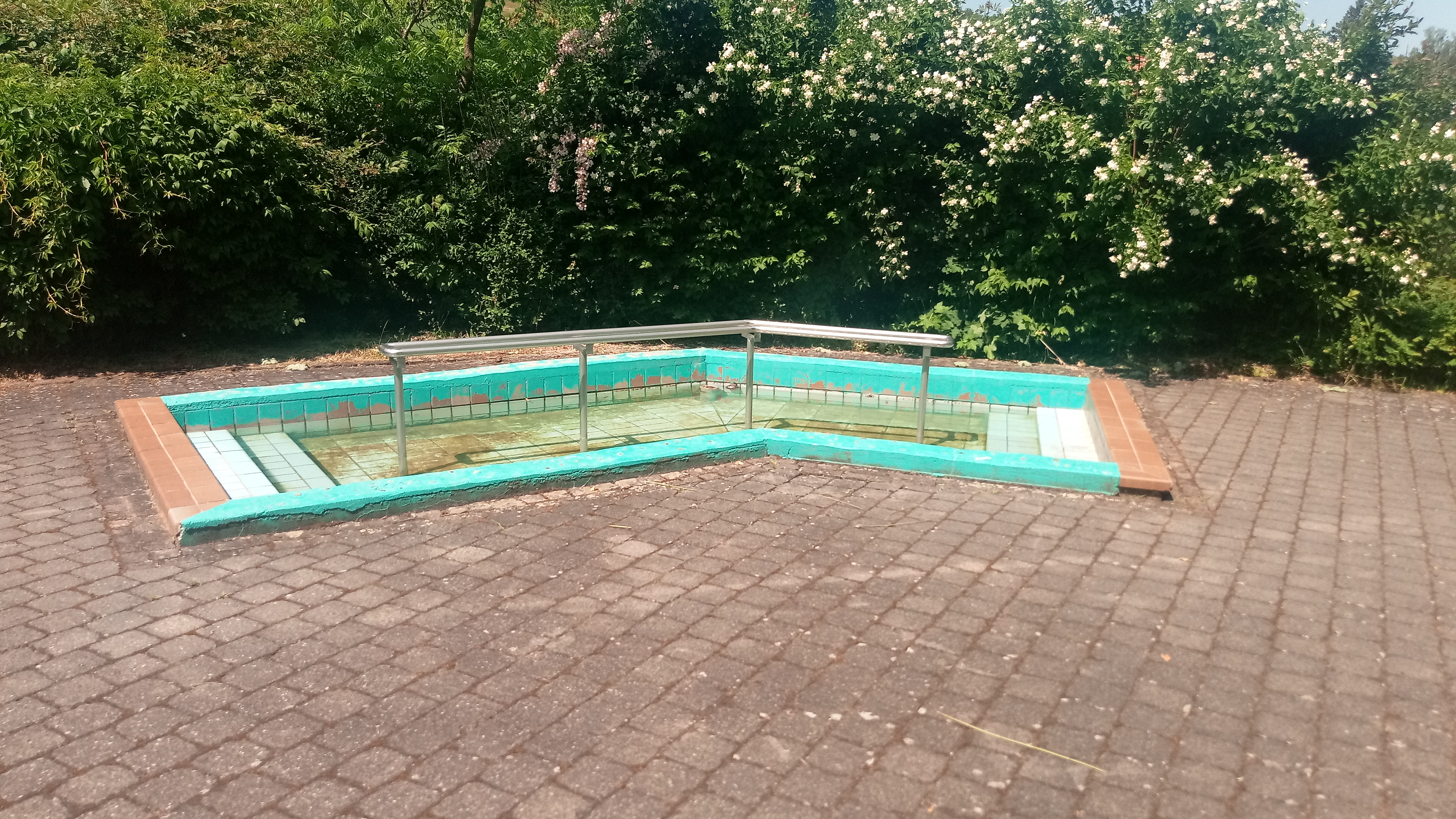
Kneippanlage

Seit den 1970er Jahren widmet sich der Ort dem Fremdenverkehr und trägt seit 1987 das Prädikat „Erholungsort“. Im Ferienpark „Madonnenländchen“ stehen über 100 Ferienhäuser. Ein Hotel, Tennisplätze und ein Reiterhof ergänzen das Angebot.

### Verkehr
Als Teilabschnitt des Deutschen Limes-Wanderwegs durchquert der Limes-Wanderweg des Schwäbischen Albvereins den Stadtteil. Von Miltenberg bis Osterburken wird dieser Weg als Östlicher Limesweg vom Odenwaldklub betreut.

## Kultur und Sehenswürdigkeiten

### Jakobuskirche

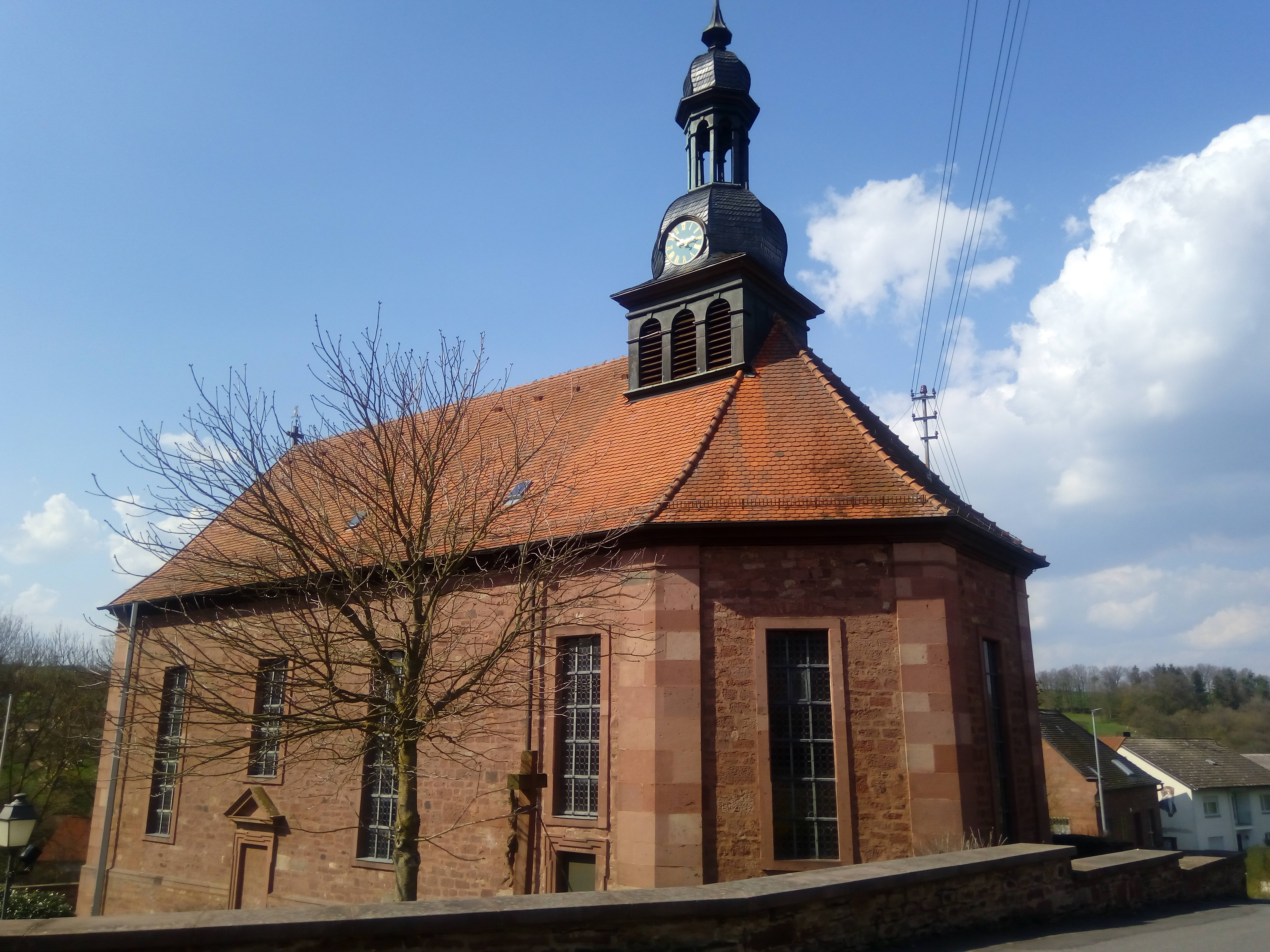
Jakobuskirche

Der Hochaltar der barocken Filialkirche St. Jakobus von 1725/26 stammt aus der Wallfahrtskirche Walldürn. Die Orgel ist ein Werk des Würzburger Orgelbauers Johann Philipp Seuffert.